# Via Michelangelo Buonarroti
Via  Michelangelo Buonarroti (in alcuni ambiti si trova anche con la grafia "Michelangiolo") si trova a Firenze, tra via Ghibellina e piazza dei Ciompi, con intersezioni con via dell'Agnolo e via Martiri del Popolo.
A Firenze esiste un'altra strada dedicata al grande scultore, il viale Michelangelo.

## Storia
La strada deve il nome al grande artista fiorentino perché costeggia, nel tratto iniziale, Casa Buonarroti. La casa fu scelta, acquistata e ingrandita dai suoi discendenti, e Michelangelo non la abitò né vide mai. A Firenze esiste un'altra strada dedicata all'artista, il viale Michelangiolo, sui viali dei Colli, e una piazza, il piazzale Michelangelo.
In antico la strada aveva due nomi: da via Pietrapiana a via dell'Agnolo era chiamata via Santa Maria, mentre nel tratto da via dell'Agnolo a via Ghibellinba era detta "via dei Marmi sudici", come riportato in una targhetta all'inizio della strada. Tale curioso nome derivava probabilmente dal fatto che i discendenti dello scultore vi avevano accatastato dei marmi per anni, che si dovevano essere anneriti con le intemperie. Prima ancora era chiamata "via Mignattaia", forse con riferimento ai medici che ricorrevano all'uso di sanguisughe, dette appunto "mignatte",  per il ricambio degli "umori guasti" secondo la medicina medievale.
La nuova titolazione della strada fu decisa nel quarto centenario della nascita dell'artista nel 1875. Per quanto riguarda le trasformazioni avute nel tempo dal tracciato, è da ricordare l'intervento di risanamento della zona avviato nel 1936, che portò alla distruzione delle antiche case presenti nel tratto tra via dell'Agnolo e via Pietrapiana (con l'eccezione di casa Lapi giudicata di rilevante interesse storico e artistico), con la successiva erezione di nuovi fabbricati e la realizzazione, sul lato destro dell'ultimo tratto, dell'attuale piazza dei Ciompi. Secondo lo stradario del Comune di Firenze è mantenuta la denominazione di via Michelangelo Buonarroti anche per il tratto che corre lungo questo lato della piazza.

## Descrizione

### Edifici
Oltre al fianco di Casa Buonarroti, sulla strada si affacciano alcune architetture di rilievo. 
| Immagine | N°   | Nome                                               | Descrizione |
| -------- | ---- | -------------------------------------------------- | --- |
|          | 6    | Casa delle monache di San Barnaba                  | Si tratta di una semplice casa a schiera, attualmente con un fronte di due assi per quattro piani, da segnalare unicamente per la presenza di un pietrino che, in modo esplicito, la documenta come già di proprietà delle monache di San Barnaba. |
|          | 8    | Casa                                               | Si tratta di una casa priva di elementi architettonici d'interesse, con il fronte organizzato su quattro piani per altrettanti assi, probabile frutto dell'unificazione di due originarie case a schiera. La si segnala per la presenza di due pietrini, anche se oltremodo erosi: il primo, posto sulla porta di accesso agli appartamenti, un tempo doveva recare il trigramma col nome di Gesù raggiato; il secondo, posto a destra (in riferimento a una delle due originarie costruzioni) è stato, seppure dubitativamente, riferito ai Servi di Maria della basilica della Santissima Annunziata (una S intrecciata al gambo di un giglio sradicato terminante con tre fiori). A una lettura più attenta l'elemento sul quale si intreccia la S sembrerebbe interpretabile come pastorale, il che rimanderebbe all'insegna propria della chiesa di San Salvi, che possedette anche la prioria di San Jacopo tra Fossi (sulla quale campeggia in facciata uno stemma simile). |
|          | 10   | Palazzo Gerini                                     | Nel Quattrocento qui sorgevano alcune case della famiglia degli architetti Fioravanti che, nel 1451, dovettero cederne una a Ottaviano Gerini, per crediti vantati da quest'ultimo nei confronti di Neri di Fioravanti. Successivamente l'intera proprietà passò ai Gerini che vi abitarono fino al XIX secolo, quindi fu acquisita dal Comune di Firenze. Alla metà dell'Ottocento era destinata agli uffici della Delegazione di Santa Croce e, successivamente, fu sede del locale Commissariato di Pubblica Sicurezza e di una caserma di Carabinieri. Nel 1938, a seguito dell'intervento di risanamento al quartiere e della nuova sistemazione di piazza dei Ciompi, l'edificio fu sottoposto ad un restauro integrale promosso dal Comune e diretto dall'architetto Ezio Zalaffi (capo dell'Ufficio delle Belle Arti) con la collaborazione di Edoardo Detti, Giorgio Giuseppe Gori e Leonardo Ricci. Gli arredi interni furono invece disegnati da Giovanni Michelucci. Il tutto per rendere il palazzo funzionale quale sede del Centro Didattico Nazionale, inaugurato nel 1941 e tuttora ospitato nei suoi ambienti con la denominazione di Istituto Nazionale di Documentazione per l'Innovazione e la Ricerca Educativa (INDIRE). |
|          | s.n. | Edificio dell'Opera Nazionale Maternità e Infanzia | L'edificio sorge in uno dei lotti determinatisi a seguito del piano di risanamento del quartiere di Santa Croce avviato nel 1936, che qui aveva portato alla distruzione delle vecchie case e reso disponibile un ampio quadrilatero destinato a nuove edificazioni, compreso tra via Verdi, via Pietrapiana, borgo Allegri e via dell'Agnolo. Questo specifico lotto, tra le vie de' Pepi, dell'Ulivo, Michelangelo Buonarroti e dell'Agnolo fu inizialmente destinato alla costruzione della scuola secondaria femminile di avviamento professionale Lucrezia Mazzanti, edificio progettato attorno al 1940 ma mai realizzato a causa della guerra. Negli anni cinquanta si eresse quindi in una porzione del lotto l'attuale Casa della Madre e del Bambino dell'Opera Nazionale Maternità e Infanzia, ente assistenziale fondato nel 1925 e sciolto nel 1975. Di pertinenza del complesso è il giardino che si sviluppa sul retro e guarda verso via dell'Ulivo. Sull'ingresso segnato 74A è un piacevole pannello in maiolica (con una firma difficile da interpretare) con una madre che allatta il figlio. Attualmente l'edificio ospita (in continuità con l'originaria destinazione) gli asili nido comunali Bagheera e Balù. |
|          | 13   | Palazzo Lapi                                       | In quest'area insistevano agli inizi del Quattrocento due case della famiglia degli architetti Fioravanti che, nel 1452, vendettero le proprietà a Tommaso Lapi, al quale si deve la riunificazione dei fabbricati e, in sostanza, l'edificazione del palazzo nelle attuali forme. Dalla famiglia Lapi l'edificio passò nel 1563 ai Simoni, da questi alle suore di San Martino a Maiano (1595) e quindi trasmesso ai frati di Santa Croce (1688). Alla metà del Settecento appartenne a Bartolomeo Corsini, e ancora nel 1834 è segnalato come del principe Tommaso Corsini. Nel 1940 venne espropriato dal Comune di Firenze con la denominazione di palazzo Coppi (Cocchi?), nell'ambito del progetto di risanamento del quartiere di Santa Croce, senza che tuttavia si giungesse alla sua distruzione, essendo stato nel frattempo sottoposto a vincolo architettonico. Nel corso dei vari passaggi di proprietà l'edificio aveva in realtà perso le caratteristiche originarie fino al radicale restauro condotto nel 1916 sulla base di un progetto redatto dal professor Giuseppe Castellucci e su commissione del proprietario Giuseppe Redi con il contributo del Governo e del Comune di Firenze, che vide tra l'altro il recupero della facciata graffita (nascosta sotto più mani di tinteggiatura) per le cure dei pittori decoratori Guido Novelli e Vittorio Camiciotti: alle ampie integrazioni fece seguito la ricollocazione di tutta una serie di ferri da facciata come presumibilmente dovevano esserci in antico. |

### Lapidi
Una lapide si trova sulla facciata del Centro e museo didattico nazionale, dedicata a Giovanni Calò:
| GIOVANNI CALÒ PEDAGOGISTA INSIGNE MAESTRO NELL'ATENEO FIORENTINO FONDATORE DEL MUSEO NAZIONALE DELLA SCUOLA PROMOTORE DEL CENTRO DIDATTICO NAZIONALE IN QUESTO PALAZZO PER LUNGHI ANNI OPERÒ PER IL PROGRESSO DELLA SCIENZA PEDAGOGICA IL COMUNE DI FIRENZE NEL CENTENARIO DELLA NASCITA 24 DICEMBRE 1982 |

### Tabernacoli

Veduta del tabernacolo all'angolo tra via Buonarroti e via Pietrapiana prima delle demolizioni

Perduto è il tabernacolo in angolo con via Pietrapiana che dava l'antico nome alla via "di Santa Maria" e che "veniva attribuito ad Agnolo Gaddi, proprietari di una casa in quella strada" (Bargellini-Guarnieri). Questa attribuzione risaliva a Guido Carocci, che aveva scoperto che qui, nel 1427, possedeva una casa sua figlia Nanna.
L'opera, conservata oggi nella chiesa di Sant'Ambrogio, è stata poi attribuita a Giovanni di Bartolomeo Cristiani. Mostra la Madonna col Bambino in trono tra i santi Antonio Abate e Jacopo che presenta il committente (200x132 cm). Il committente, vestito di rosso con un manto foderatop di vaio, è forse un priore della Repubblica, o un giurista o un magistrato, e probabilmente si chiamava Jacopo, dal nome del santo che lo presenta a Gesù e Maria. Nella formella sulla cuspide il Cristo benedicente con in mano il libro della vita aperto in cui si legge "Ego sum lux Mundi". La tavola un tempo era conservata entro una cornice in marmo bianco che riproduceva esattamente la sagona cuspidata della tavola.

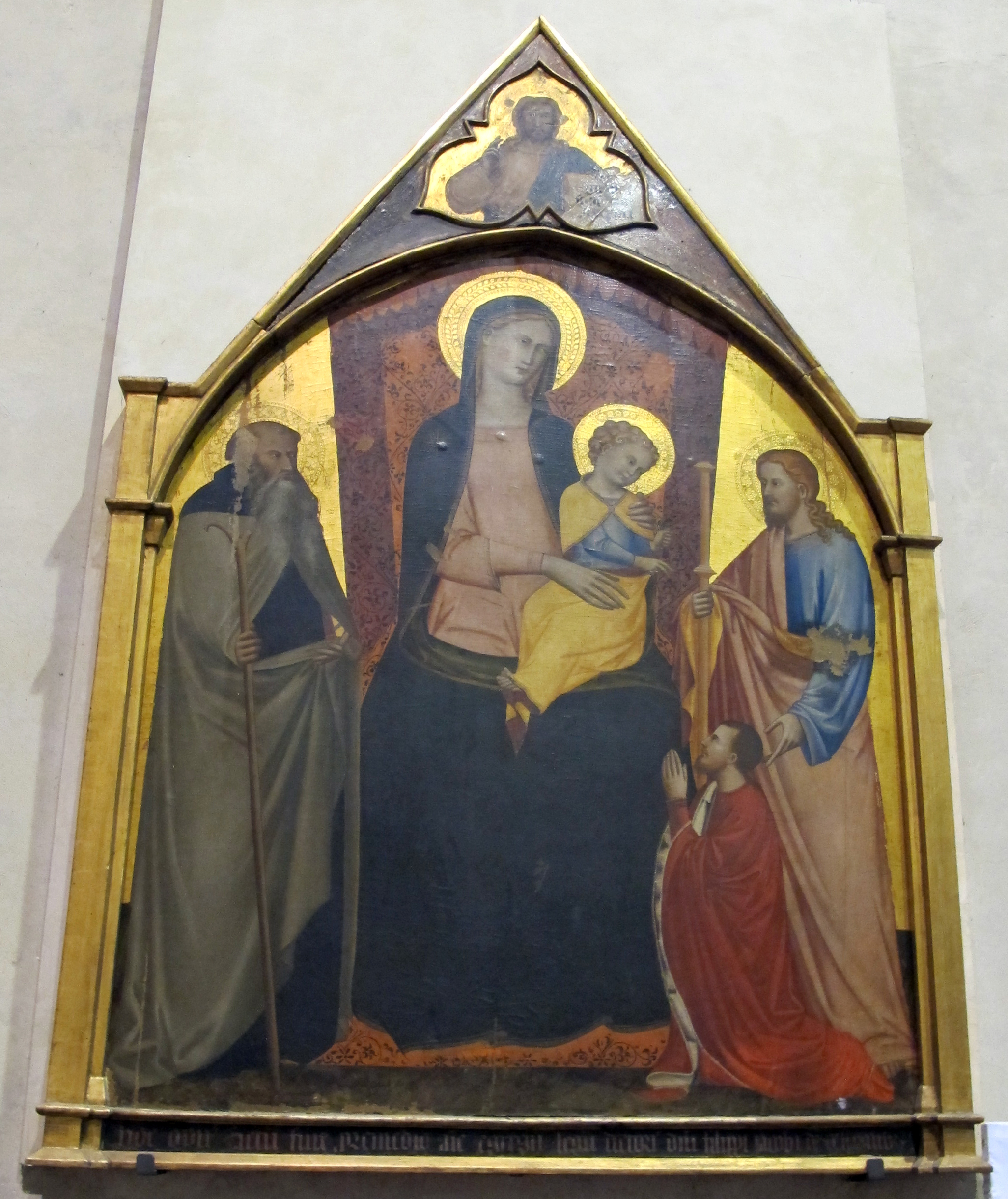
L'immagine oggi conservata in Sant'Ambrogio

## Note

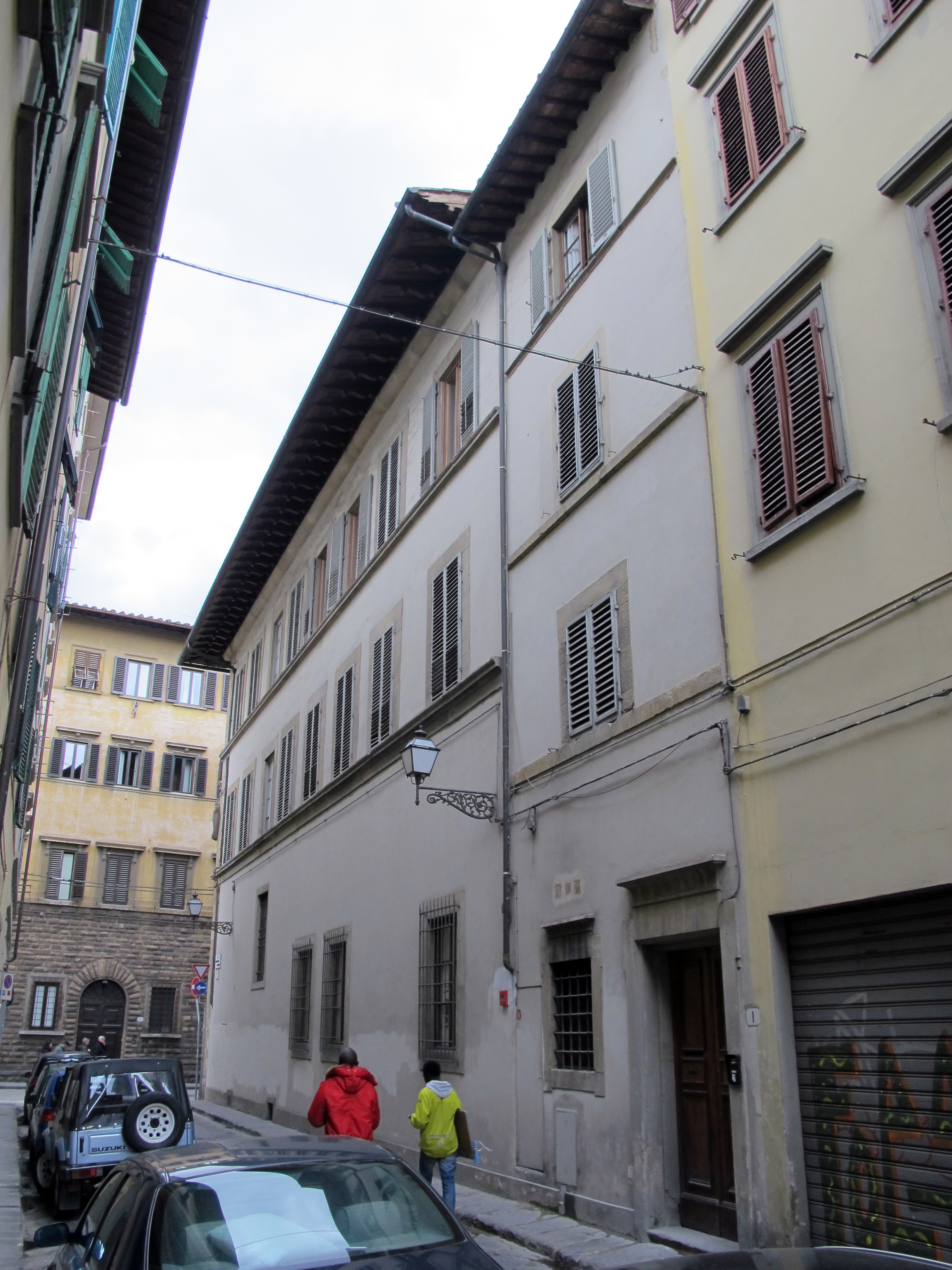
Veduta della strada con Casa Buonarroti